# Nous les amoureux
"Nous les amoureux" ("Vi älskare") vann Eurovision Song Contest 1961, den sjungs på franska som Luxemburgs bidrag framförd av Jean-Claude Pascal. Det var ett mer allvarligt bidrag än vad som annars var vanligt under 1950- och 1960-talens Eurovision Song Contest.